# Ecnomus kosam
Ecnomus kosam är en nattsländeart som beskrevs av Malicky 1993. Ecnomus kosam ingår i släktet Ecnomus och familjen trattnattsländor. Inga underarter finns listade i Catalogue of Life.